# Thokarpa
Thokarpa – gaun wikas samiti w środkowej części Nepalu  w strefie Bagmati w dystrykcie Sindhupalchowk. Według nepalskiego spisu powszechnego z 2001 roku liczył on 968 gospodarstw domowych i 4896 mieszkańców (2584 kobiet i 2312 mężczyzn).